# Quận Roscommon, Michigan
Quận Roscommon một quận thuộc tiểu bang Michigan, Hoa Kỳ. Quận lỵ đóng ở Roscommon.6 Theo điều tra dân số năm 2000 của Cục điều tra dân số Hoa Kỳ năm 2000, quận có dân số 25.469 người.

## Địa lý
Theo Cục điều tra dân số Hoa Kỳ, quận có diện tích 1502 km2, trong đó có 1349 km2 là diện tích mặt nước.

## Thông tin nhân khẩu
Theo điều tra dân số 2 năm 2000, quận đã có dân số 25.469 người, 11.250 hộ gia đình, và 7.616 gia đình sống trong quận hạt. Mật độ dân số là 49 người trên một dặm vuông (19/km ²). Có 23.109 đơn vị nhà ở mật độ trung bình của 44 trên một dặm vuông (17/km ²). Cơ cấu chủng tộc của dân cư quận gồm 97,99% người da trắng, 0,32% da đen hay Mỹ gốc Phi, 0,64% người Mỹ bản xứ, 0,19% châu Á, Thái Bình Dương 0,04%, 0,10% từ các chủng tộc khác, và 0,72% từ hai hoặc nhiều chủng tộc. 0,80% dân số là người Hispanic hay Latino thuộc một chủng tộc nào. 24,4% là gốc Đức, 12,7% gốc Anh, gốc Ailen 9,9%, gốc Ba Lan 9,2%, 9,2% và 6,7% người Mỹ gốc Pháp theo điều tra dân số năm 2000. 97,2% nói tiếng Anh như ngôn ngữ đầu tiên của họ.
Có 11.250 hộ, trong đó 21,90% có trẻ em dưới 18 tuổi sống chung với họ, 56,70% là đôi vợ chồng sống với nhau, 7,70% có một chủ hộ nữ và không có chồng, và 32,30% là các gia đình không. 28,10% hộ gia đình đã được tạo ra từ các cá nhân và 14,00% đã có một người sống một mình 65 tuổi hoặc lớn tuổi hơn là người. Cỡ hộ trung bình là 2,23 và cỡ gia đình trung bình là 2,69.
Trong quận, độ tuổi dân số được trải ra với 20,00% dưới độ tuổi 18, 5,50% 18-24, 21,40% 25-44, 29,30% từ 45 đến 64, và 23,80% từ 65 tuổi trở lên người. Độ tuổi trung bình là 47 năm. Đối với mỗi 100 nữ có 96,90 nam giới. Đối với mỗi 100 nữ 18 tuổi trở lên, đã có 94,30 nam giới.
Thu nhập trung bình cho một hộ gia đình trong quận đã được $ 30.029, và thu nhập trung bình cho một gia đình là $ 35.757. Phái nam có thu nhập trung bình $ 31.878 so với 20.549 $ đối với phái nữ. Thu nhập bình quân đầu người là 17.837 $. Giới 8,60% gia đình và 12,40% dân số sống dưới mức nghèo khổ, bao gồm 18,90% những người dưới 18 tuổi và 6,50% của những người 65 tuổi hoặc hơn.